# Deserto di Tabernas
Il deserto di Tabernas (in spagnolo Desierto de Tabernas), l'unico deserto geograficamente considerato come tale localizzato in Europa, è un sito a gariga arida localizzato nella provincia di Almería in Andalusia, in Spagna, circa 30 km a nord della città di Almería.
È compreso principalmente nei comuni di Tabernas, Gádor, Santa Cruz de Marchena, Alboloduy e Gérgal ed è protetto come riserva naturale: copre una superficie di 280 km². Le poche piogge che si verificano sono generalmente torrenziali, ragion per cui il suolo caratterizzato da marne e arenarie sedimentarie comporta la presenza di una scarsa vegetazione per l'incapacità di trattenere l'umidità. Al contempo, si sviluppa una grande erosione, la quale è la causa della formazione dei caratteristici calanchi locali.
Dagli anni '60, il deserto di Tabernas è stato teatro di migliaia di riprese cinematografiche e pubblicitarie, che lo hanno portato ad essere conosciuto come l'"Hollywood europeo". Alcuni dei più prestigiosi attori e registi del mondo del cinema sono passati attraverso i suoi aridi paesaggi, come Steven Spielberg, Sergio Leone (si pensi a C'era una volta il West, Per un pugno di dollari o Per qualche dollaro in più), Clint Eastwood, Sean Connery, Harrison Ford, Arnold Schwarzenegger, Sophia Loren e altri ancora. Nel giugno 2020 il deserto di Tabernas è stato dichiarato "Tesoro della cultura cinematografica europea" dall'Accademia europea del cinema.

## Clima

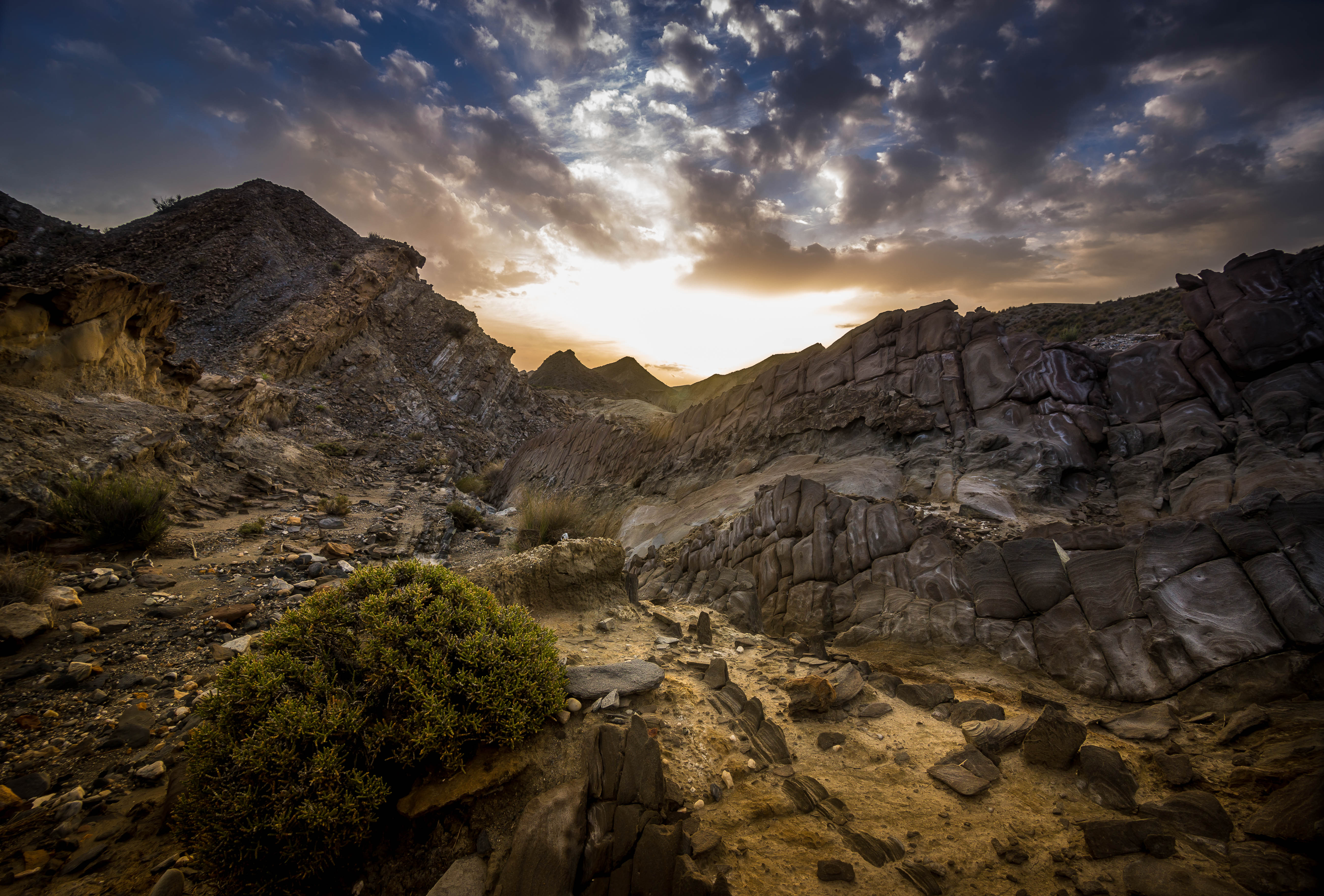
Alba nel deserto di Tabernas

Il clima nel deserto di Tabernas varia dal semi-arido al mediterraneo e persino al freddo temperato. Per via della sua posizione localizzata tra la Sierra de los Filabres a nord e la Sierra Alhamilla a sud-est, le correnti umide del vicino Mar Mediterraneo non riescono a raggiungere la regione, comportando una ancor più acuta scarsità di precipitazioni rispetto al Levante spagnolo della penisola iberica.
Nel deserto di Tabernas la temperatura media annua è di circa 17,9 °C. Le medie mensili oscillano invece tra i 9 °C di gennaio e i 24,5 °C di agosto. Il termometro in inverno raramente scende sotto lo zero di notte, mentre durante l'estate le temperature massime assolute si spingono anche oltre i 45 e si avvicinano ai 50 °C all'ombra nelle giornate più estreme. La piovosità media annua è leggermente superiore ai 200 mm e di questi solo un terzo cadono nella stagione calda (ovvero da maggio a ottobre). Si contano circa 3.000 ore di sole medio annuo.
Alla luce di quanto affermato, il clima del deserto di Tabernas, inscrivibile tra i 400 e gli 800-900 metri circa, è così schematizzabile:
- Ai margini di climi temperati e subtropicali (l'isoterma media annuale di 18 °C separa entrambi i climi);
- Steppico del tipo "siriano",[6] da altri definito come secco mediterraneo. La stagione secca coincide con la stagione calda, ovvero i 6 mesi più torridi dell'anno.

Tutte queste caratteristiche sono ulteriormente aggravate dal favonio, un vento caldo e secco che spira scendendo lungo declivi e pendii montani. Sopra gli 800-900 metri circa aumentano le precipitazioni, cosicché la temperatura cala nella stagione estiva a quelle altitudini. È su queste ultime che il clima può essere descritto come mediterraneo piuttosto che semi-arido o, nei punti ancor più alti, anche come freddo temperato, tanto che in diversi mesi in inverno si verificano delle gelate.
Nel comune di Tabernas, la piovosità media annua è di soli 243 mm.

## Fauna

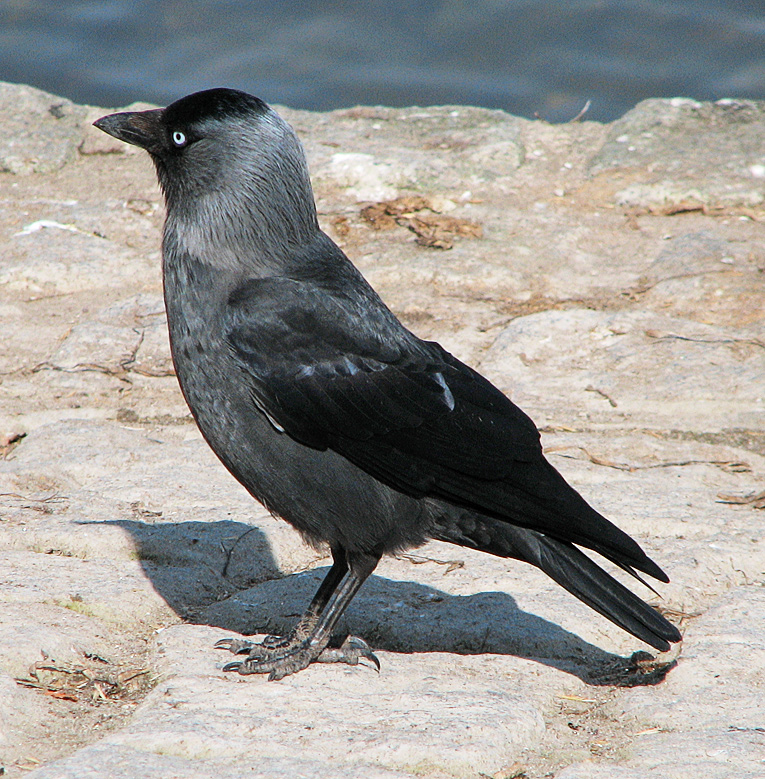
Taccola (Coloeus monedula)

A seconda delle zone ombrose o sempre riscaldate dal sole la distribuzione delle specie viventi muta. Si possono distinguere in particolari due habitat principali, quello montano e quello degli arroyos.
Le api e gli altri insetti che contribuiscono all'impollinazione delle piante del posto, presenti in maniera tutto sommato abbondante nella regione, permettono a diversi uccelli insettivori di sopravvivere: tra questi, merita di essere citato innanzitutto il gruccione europeo (Meropidae), il quale costruisce il suo nido presso le scarpate lungo i fiumi secchi o in alcune cavità nella sabbia scavando con il suo becco, al fine di proteggere le uova da predatori come il colubro ferro di cavallo (Hemorrhois hippocrepis).
La pernice rossa (Alectoris rufa) nidifica nei pressi delle alture, così come alcuni rapaci quali falchi pellegrini (Falco peregrinus), aquile reali (Aquila chrysaetos) e del Bonelli (Aquila fasciata) che vivono presso i monti Alhamilla e sorvolano tale luogo perché loro terreno di caccia. Di notte, il gufo reale (Bubo bubo) compie la medesima operazione in cerca di conigli selvatici (Oryctolagus cuniculus) e piccoli roditori. Un altro animale attivo nelle ore crepuscolari e notturne è la volpe rossa (Vulpes vulpes).
Un gran numero di uccelli nidificano sui pendii che circondano gli arroyos, tra cui la colombella (Columba oenas), la ghiandaia marina (Coracias garrulus), il gheppio comune (Falco tinnunculus), la civetta (Athene noctua), la taccola (Coloeus monedula), la rondine montana (Ptyonoprogne rupestris), il rondone maggiore (Tachymarptis melba), la monachella (Oenanthe hispanica), la passera lagia (Petronia petronia) o il trombettiere (Bucanetes githagineus), normalmente attivo nelle oasi sahariane. I boschetti di tamerici comuni (Tamarix gallica) e la vegetazione sulle rive del corso del fiume forniscono l'habitat per ulteriori specie ornitologiche, ovvero le capinere (Sylvia), i cardellini (Carduelis), i verzellini (Serinus serinus), i rigogoli (Oriolus oriolus), e anche gli uccelli acquatici come gli scolopacidi (Scolopacidae), i corrieri (Charadrius) e gli ardeidi (Ardeidae). Si rintracciano altresì uccelli della steppa come le cappellacce (Galerida cristata), le calandrelle (Calandrella), gli occhioni (Burhinidae), le otarde minori (Tetrax tetrax) e le ganghe (Pterocles orientalis).

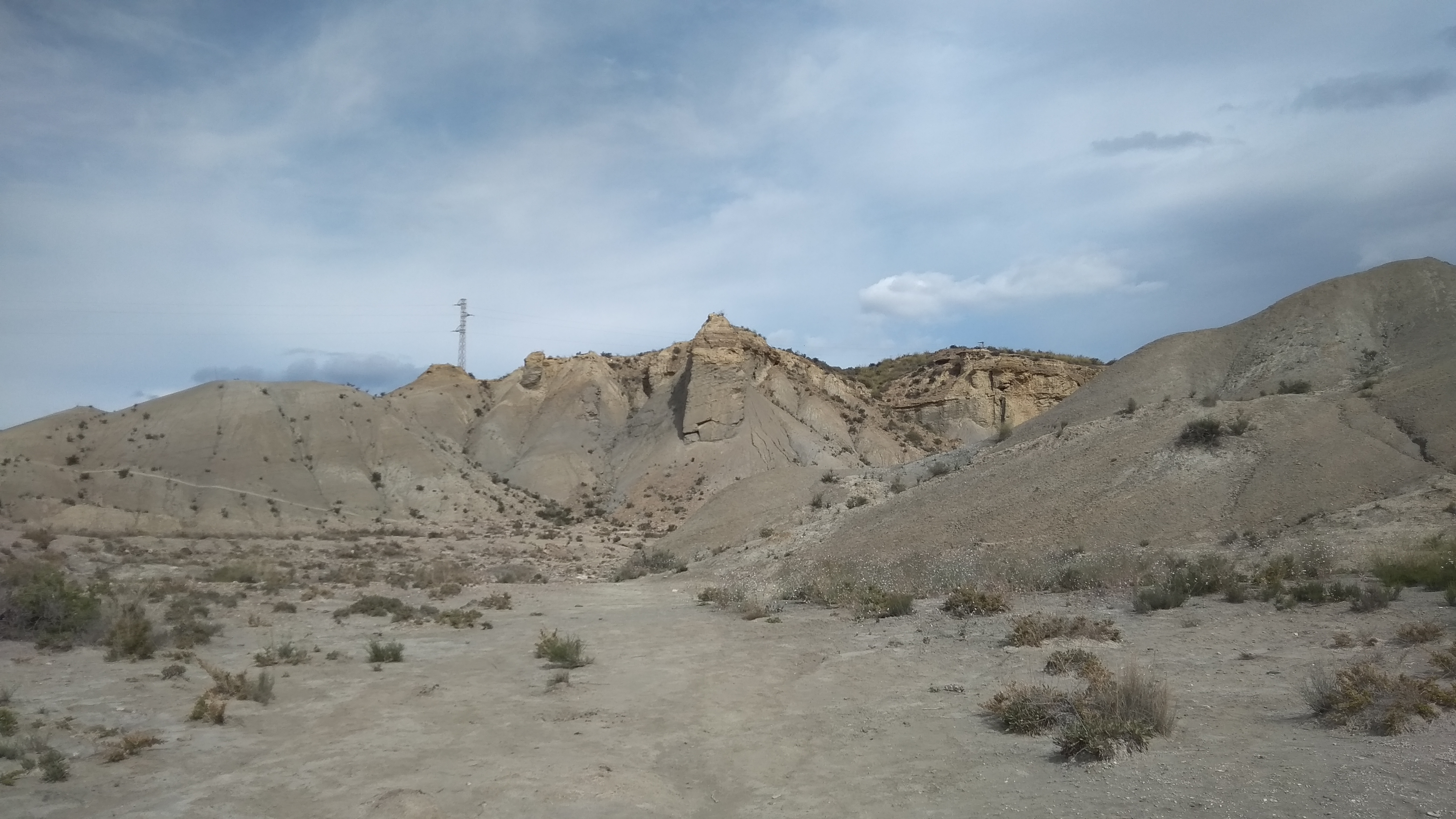
Il paesaggio del deserto di Tabernas ad Almería

La diversità dei mammiferi è minore, nonostante abbondino volpi e conigli, come già detto, oltre a lepri comuni (Lepus europaeus), ghiridi (Gliridae), ricci comuni (Erinaceus europaeus) e algerini (Atelerix algirus).
Negli uadi del deserto, dunque nei pressi delle acque che scorrono nella regione, si trovano anfibi come la rana verde iberica (Pelophylax perezi) o il rospo calamita (Epidalea calamita), oltre a rettili quali la lucertola dalla coda rossa (Acanthodactylus erythrurus), la lucertola ocellata (Timon lepidus), il colubro bilineato (Rhinechis scalaris) e la natrice viperina (Natrix maura), esemplari adattatisi col tempo a tale habitat. Nel deserto vive anche una delle ultime comunità presenti in Europa di tartarughe greche (Testudo graeca).

## Flora
L'Euzomodendron bourgeanum, un arbusto legnoso e perenne della famiglia delle crucifere, è una specie endemica del deserto di Tabernas. Si tratta di una pianta risalente al Giurassico e figura tra quelle in pericolo di estinzione dalla lista compilata dalla Giunta dell'Andalusia.

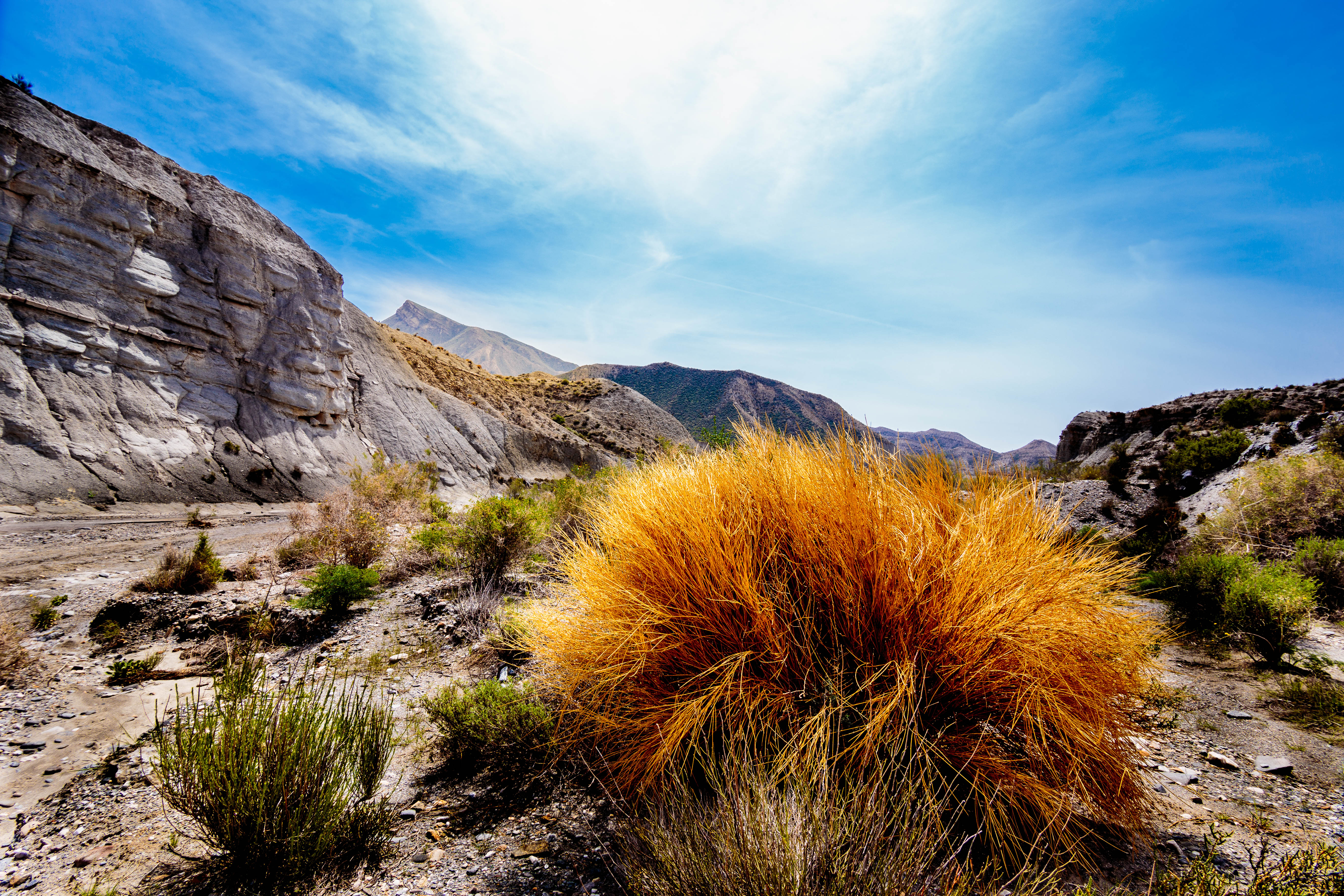
Flora locale

Alcune forme vegetali tendono a sviluppare foglie dure e molto piccole per facilitare l'evapotraspirazione, un comportamento tipico ad esempio della Salicornia, praticamente sita quasi ovunque nei margini delle valli. Alcune piante effimere mancano di meccanismi sufficienti per far fronte a lunghi periodi di siccità: tuttavia, esse hanno un metabolismo molto accelerato e periodi vegetativi assai brevi, motivo per cui i loro semi germinano e crescono decisamente in fretta. Il tempo impiegato per tutte queste operazioni è quindi sufficiente a completare la fioritura e generare nuovi semi in attesa di un successivo periodo di piogge. Le specie a cui si può fare riferimento risultano la robbia comune (Rubia tinctorum), un'endemica variante del cisto biancastro (Cistus albidus) e l'asfodelo mediterraneo (Asphodelus ramosus).
Altre specie affrontano le condizioni avverse del posto attraverso la succulenza e la capacità di immagazzinare acqua al loro interno, come il fico d'India (Opuntia ficus-indica). Un'ulteriore alternativa è rappresentata da quelle piante che, per assimilare l'acqua, sfruttano la presenza di falde sotterranee e presentano bulbi o rizomi. La formazione delle spine risulta uno dei sistemi difensivi più comuni tra i cespugli e gli arbusti del deserto. Non mancano poi piante parassite che sfruttano i fluidi delle radici prodotti da altre specie: è il caso del fungo di Malta (Cynomorium coccineum). Tra i vegetali più frequenti spiccano il cappellino di Castiglia (Agrostis castellana), lo sparto (Stipa tenacissima) e diverse erbe aromatiche come l'artemisia (Artemisia) o il timo (Thymus), che si accontentano anche di terreni poveri di minerali. Diverse specie come le sopraccitate tamerici, le ginestre (Retama), gli oleandri (Nerium oleander), i fichi comuni (Ficus carica) e diversi cespugli come i gittaioni (Agrostemma githago), la pistorinia spagnola (Pistorinia hispanica) o il salvione roseo (Phlomis herba-venti) sono divenute recentemente oggetto di studio per il grande interesse scientifico; si pensi in più allo statice (Limonium insigne), in pericolo di estinzione per il valore ornamentale delle sue infiorescenze, e a una delicata varietà della passiflora (Moricandia foetida), la quale fiorisce nelle sorgenti non stagionali site sui versanti marnosi. I numerosi solchi stretti incastonati in questo deserto costituiscono l'unico elemento in cui la vegetazione si sviluppa di meno, oltre che su alcune alture.
Grazie ai microclimi esistenti e alla presenza di falde o piccoli specchi d'acqua, quasi sempre salati, vi sono alcune aree in cui si formano delle vere e proprie oasi, attorno a cui crescono boschetti di ammofile arenarie (Ammophila arenaria) e tamerici dove trovano rifugio i verzellini o la tortora comune (Streptopelia turtur).

## Nella cultura di massa

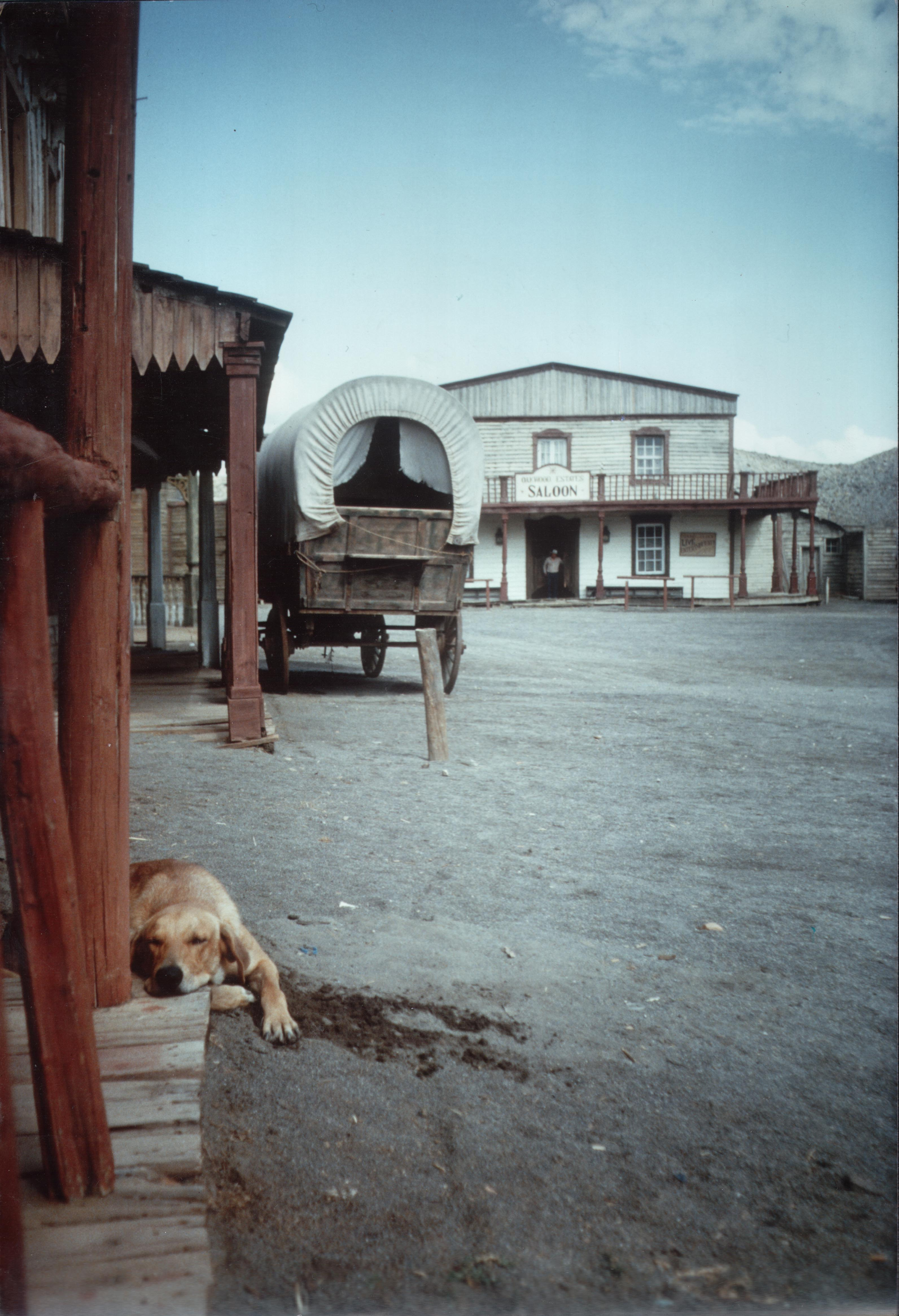
Il set di Mezzogiorno di fuoco a "Yucca City", vicino a Tabernas

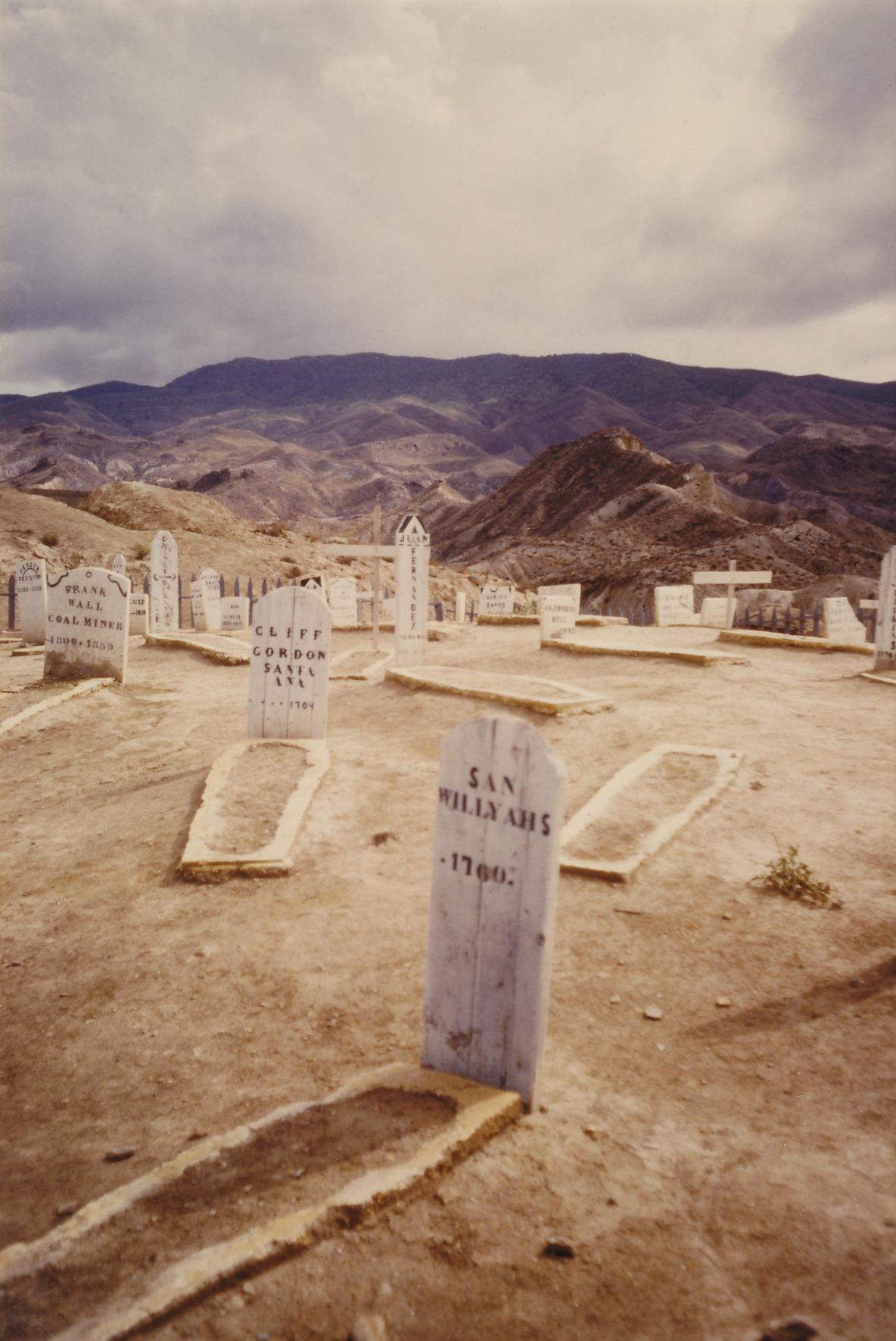
Il cimitero del selvaggio West a "Yucca City"

Il deserto di Tabernas divenne una delle principali location scelte negli anni '60 e '70 per le riprese cinematografiche per via delle sue caratteristiche naturali, tanto da guadagnarsi il soprannome di "Hollywood europea". Le riprese dei film incominciarono alla fine degli anni '50 e una fase di declino si ebbe solo all'inizio negli anni '80, sebbene un buon numero di pellicole continuò ad essere filmata in loco.
Oggigiorno vengono girati svariati videoclip e spot televisivi, anche se di tanto in tanto il deserto di Tabernas continua ad essere l'ambientazione di film o serie TV grazie ai set che ancora oggi si possono ammirare nello stato di alcuni decenni fa. Si contano dalla fine degli anni '50 più di 300 film realizzati, la maggior parte di genere western.
Il deserto di Tabernas ha rappresentato in particolare la "capitale" dei western all'italiana nel 1960-1970, tanto che molti lavori sono stati completati anche dopo il grande successo riscosso soprattutto dal regista romano Sergio Leone. Si pensi, a titolo esemplificativo, alla celebre Trilogia del dollaro con Clint Eastwood protagonista: Per un pugno di dollari (1964), Per qualche dollaro in più (1965) e Il buono, il brutto e il cattivo (1966). Degne di nota sono anche le pellicole C'era una volta il West - con Henry Fonda, Charles Bronson, Jason Robards e Claudia Cardinale - e Sole rosso, parzialmente realizzato nel deserto di Tabernas e a cui hanno partecipato Charles Bronson e Toshirō Mifune. Si ricordino inoltre Dio perdona... io no! di Giuseppe Colizzi (con l'esordio della coppia Bud Spencer e Terence Hill), Marrakech Express di Gabriele Salvatores.
Oltre ai western, si contano svariate opere di altro genere a cui si è lavorato recandosi nel deserto di Tabernas, tra cui Lawrence d'Arabia (1962), Cleopatra (1963), Patton, generale d'acciaio (1970), Conan il barbaro (1982) o Indiana Jones e l'ultima crociata (1989).

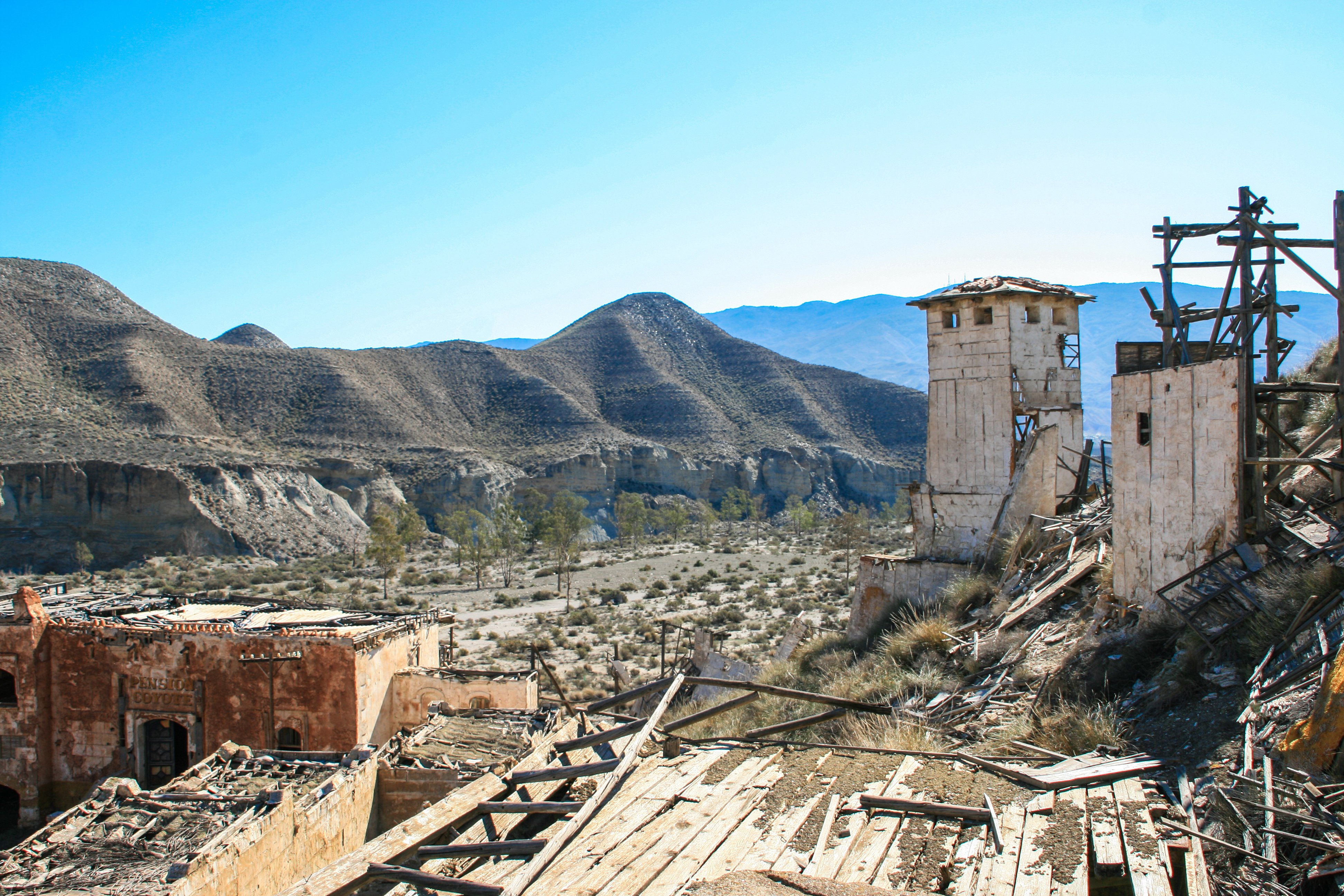
Decorazioni e torre di "El Cóndor" nel deserto di Tabernas

Nel 2002 è stato girato il film commedia e western 800 balas, diretto da Álex de la Iglesia e interpretato da Sancho Gracia. Per quanto riguarda le serie TV, si può citare un episodio della settima stagione della famosa serie di fantascienza britannica Doctor Who, intitolato A Town Called Mercy e andato in onda su BBC One il 15 settembre 2012, così come diversi episodi della terza stagione di Penny Dreadful nel 2015. Alla fine del 2013, Ridley Scott ha filmato Exodus - Dei e re in questo deserto, incentrato sulla storia dell'Esodo del popolo ebraico guidato da Mosè, quest'ultimo interpretato dall'attore britannico Christian Bale. Come location di video musicali, si può fare riferimento al singolo Boum Boum Boum del cantante Mika oltre che a Shout Out to My Ex, un brano del 2016 delle Little Mix incluso nel loro quarto album. Lo stesso anno sono state girate delle scene per la sesta stagione de Il Trono di Spade relative al territorio abitato dai dothraki. Nel 2017 sono stati girati gli esterni del capitolo Black Museum, inerenti alla quarta stagione della serie Black Mirror.
Alcuni dei più famosi registi e attori di Hollywood hanno messo piede nel deserto di Tabernas, tra i quali meritano una menzione Steven Spielberg, David Lean, Orson Welles, John Huston, George Lucas, Joseph L. Mankiewicz, John Sturges, Clint Eastwood, Henry Fonda, Burt Lancaster, Richard Burton, Harrison Ford, Sean Connery, Charlton Heston, Yul Brynner, Rex Harrison, Jack Nicholson, Gene Hackman, Charles Bronson, Peter O'Toole, Anthony Quinn, Faye Dunaway, Arnold Schwarzenegger, Rod Steiger, Michael Caine, James Coburn, Raquel Welch, Ursula Andress e altri ancora. Anche il leggendario cantante dei Beatles, John Lennon, ha recitato come coprotagonista in una pellicola ultimata in loco, Come ho vinto la guerra (1967), di Richard Lester.

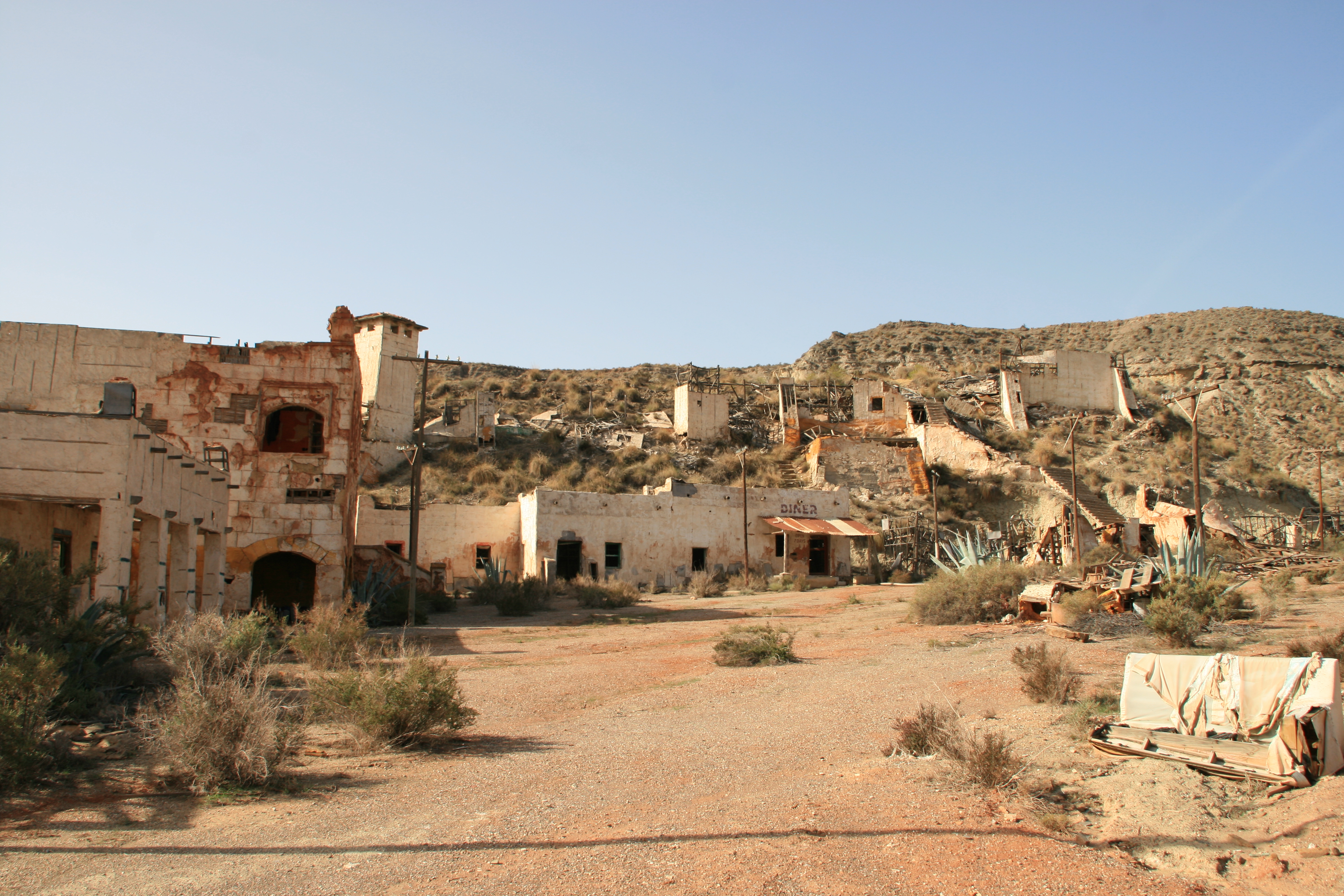
Set della fortezza costruita per il film del 1970 El Condor

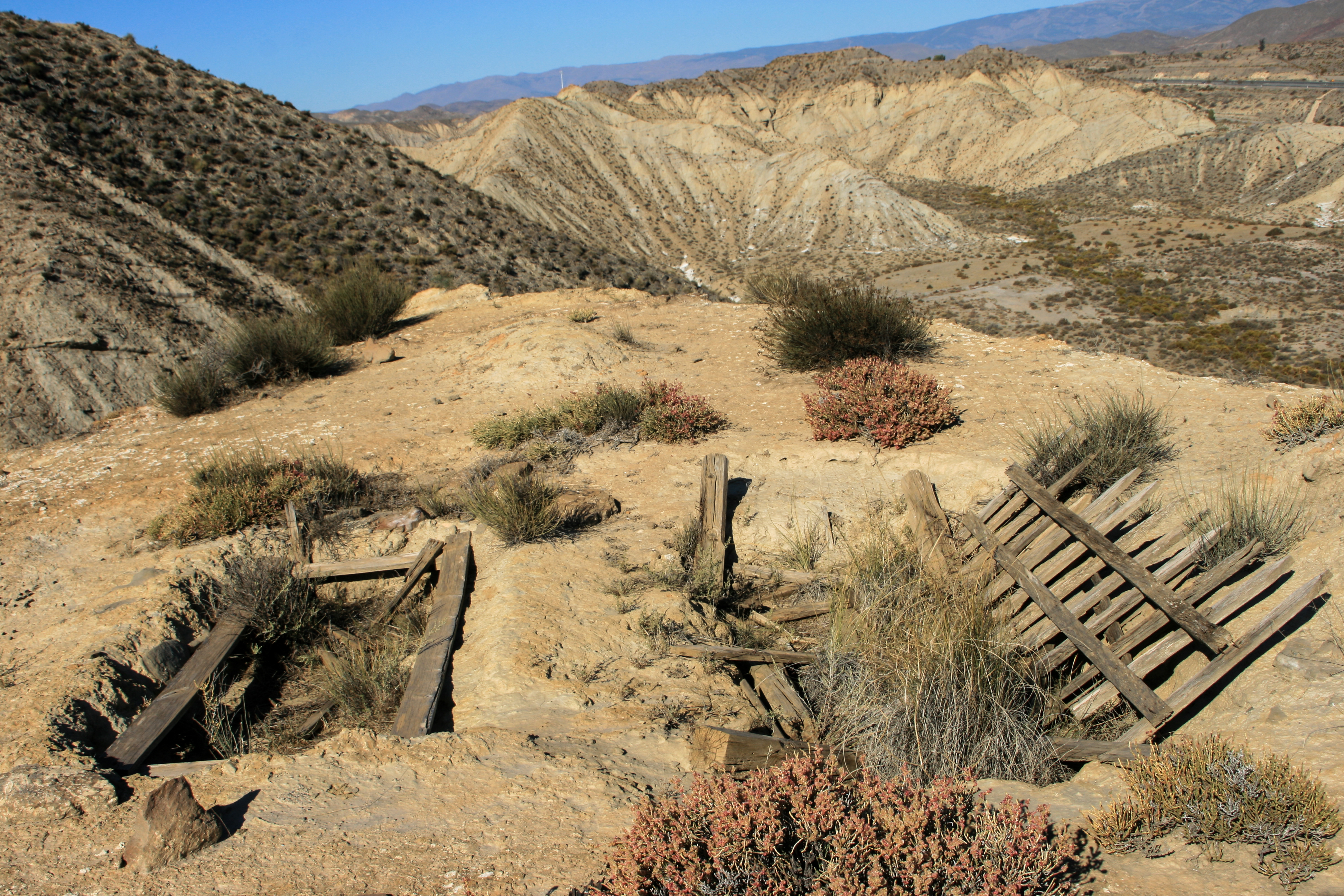
Resti del cimitero costruito nel 1987 nel deserto di Tabernas, vicino alla città di Nueva Frontera, per le riprese di Diritti all'inferno

In alcune zone del deserto sono ancora conservati i set originali (come la fortezza messicana costruita per El Condor), poi riutilizzati per altre riprese, ad esempio in Una ragione per vivere e una per morire (1972) con Bud Spencer e Telly Savalas, La bandera - Marcia o muori (1977) con Gene Hackman e Terence Hill, e Conan il barbaro con Arnold Schwarzenegger. Sebbene gran parte delle mura siano state danneggiate dall'incuria, si possono ancora ammirare alcuni edifici e una delle torri nei parchi tematici appositamente aperti. È inoltre possibile visitare i resti, attualmente in rovina, della città di "Nueva Frontera", impiegata in Diritti all'inferno (1987) con Dennis Hopper e Courtney Love, o Valdez il mezzosangue (1973) con Charles Bronson.
Negli ultimi anni, il deserto di Tabernas è stato nuovamente sede di numerose riprese di livello mondiale. Alcuni importanti successi girati in questo luogo arido includono: Assassin's Creed (2016), I fratelli Sisters (2018), Il mio nome è Thomas (2018) e Terminator - Destino oscuro (2019).